# Palaeohydrobiosis siberambra
Palaeohydrobiosis siberambra là một loài Trichoptera hóa thạch trong họ Hydrobiosidae.